# タジク・カップ
タジク・カップ (ロシア語: Кубок Федерации футбола Таджикистана) は、タジキスタンサッカー連盟 (FFT) が主催するタジキスタン国内のサッカーカップ戦である。

## 概要
タジキスタン国内のサッカークラブが参加して行われる。決勝まではホーム・アンド・アウェー方式で行われ、決勝戦のみ中立地の1試合制で行われる。タジク・カップ優勝クラブは翌年のAFCチャンピオンズリーグ2出場権を獲得する。

## 歴代優勝クラブ
歴代優勝クラブの一覧。

### ソビエト連邦時代
| - 1938 ディナモ・スターリナバード - 1939 ディナモ・スターリナバード - 1940 ディナモ・スターリナバード - 1941 ディナモ・スターリナバード - 1942 ハルコフスコーエ・ヴォエノーエ・アヴィア・ウチリスチェ - 1943-45 非開催 - 1946 ディナモ・スターリナバード - 1947 スボルナーヤ・ギッサーラ - 1948 スボルナーヤ・ギッサーラ - 1949 ディナモ・スターリナバード - 1950 ディナモ・スターリナバード - 1951 ODOスターリナバード - 1952 ディナモ・スターリナバード - 1953 ディナモ・スターリナバード - 1954 プロフソユズィー1レニナバード - 1955 ディナモ・スターリナバード - 1956 タクソバザ・スターリナバード - 1957 メタルルグ・レニナバード | - 1958 ペダゴギチェスキー・インスティテュート・レニナバード - 1959 ディナモ・スターリナバード - 1960 ポグラニチュニク・スターリナバード - 1961 ペディンスティテュート・ドゥシャンベ - 1962 ポグラニチュニク・レニナバード - 1963 DSAドゥシャンベ - 1964 クロマ・タボシャリー - 1965 ヴァフシュ・クルガン・テュベ - 1966 ヴォルガ・ドゥシャンベ - 1967 ペダゴギチェスキー・インスティテュート・ドゥシャンベ - 1968 ストロイテル・クムサンギル - 1969 ペダゴギチェスキー・インスティテュート・ドゥシャンベ - 1970 コムナルニク・チカロフスク - 1971 ディナモ・ドゥシャンベ - 1972 TPIドゥシャンベ - 1973 TIFKドゥシャンベ - 1974 SKIFドゥシャンベ - 1975 SKIFドゥシャンベ | - 1976 SKIFドゥシャンベ - 1977 ヴォルガ・ドゥシャンベ - 1978 クロマ・タボシャリー - 1979 メタルルグ・トゥルスンゾダ - 1980 チャシュマ・シャールトゥズ - 1981 トリコタズニク・ウラ＝テュベ - 1982 イリガトル・ドゥシャンベ - 1983 ヴォルガ・ドゥシャンベ - 1984 メタルルグ・トゥルスンゾダ - 1985 アフトモビリスト・クルガン・テュベ - 1986 SKIFドゥシャンベ - 1987 メタルルグ・トゥルスンゾダ - 1988 アフトモビリスト・クルガン・テュベ - 1989 メタルルグ・トゥルスンゾダ - 1990 ヴォルガ・ドゥシャンベ - 1991 アフトモビリスト・クルガン・テュベ |

### 独立以降
| シーズン | 優勝                                   | スコア       | 準優勝                           |
| -------- | -------------------------------------- | ------------ | -------------------------------- |
| 1992     | パミール・ドゥシャンベ                 | 1-0          | レガール・タダズ                 |
| 1993     | シトラ・ドゥシャンベ                   | 0-0 (5-3 pk) | ラフシャン・クリャーブ           |
| 1994     | ラフシャン・クリャーブ                 | 2-1          | シャドマン・ギッサール           |
| 1995     | パフタコール・ジャバール・ラスロフスク | 0-0 (3-2 pk) | レガール・タダズ                 |
| 1996     |                                        | 非開催       |                                  |
| 1997     | ヴァフシュ・クルガン・テッパ           | 4-0          | FKホジェンド                     |
| 1998     | FKホジェンド                           | 2-1          | ランジュバール・ヴォセ           |
| 1999     | ヴァルゾブ・ドゥシャンベ               | 0-0 (4-2 pk) | レガール・タダズ                 |
| 2000     |                                        | 非開催       |                                  |
| 2001     | レガール・タダズ                       | 4-2          | ヴァルゾブ・ドゥシャンベ         |
| 2002     | FKホジェンド                           | 3-0          | ヴァフシュ・クルガン・テッパ     |
| 2003     | ヴァフシュ・クルガン・テッパ           | 3-1          | オリンプ・アンサール・クリャーブ |
| 2004     | アヴィアトール・ボボジョン・ガフロフ   | 5-0          | FKウロテッパ                     |
| 2005     | レガール・タダズ                       | 1-1 (4-2 pk) | ヴァフシュ・クルガン・テッパ     |
| 2006     | レガール・タダズ                       | 2-1          | ヒマ・ドゥシャンベ               |
| 2007     | パルヴォーズ・ボボジョン・ガフロフ     | 1-0          | ヒマ・ドゥシャンベ               |
| 2008     | FKホジェンド                           | 2-1          | エネルゲティク・ドゥシャンベ     |
| 2009     | イスティクロル・ドゥシャンベ           | 2-1          | SKAパミール・ドゥシャンベ        |
| 2010     | イスティクロル・ドゥシャンベ           | 5-0          | FKホジェンド                     |
| 2011     | レガール・タダズ                       | 1-0          | イスティクロル・ドゥシャンベ     |
| 2012     | レガール・タダズ                       | 1-1 (6-5 pk) | イスティクロル・ドゥシャンベ     |
| 2013     | イスティクロル・ドゥシャンベ           | 2-0          | レガール・タダズ                 |
| 2014     | イスティクロル・ドゥシャンベ           | 5-2          | レガール・タダズ                 |
| 2015     | イスティクロル・ドゥシャンベ           | 2-2 (6-5 pk) | レガール・タダズ                 |
| 2016     | イスティクロル・ドゥシャンベ           | 2-2 (3-2 pk) | ホシロット                       |
| 2017     | FKホジェンド                           | 2-0          | イスティクロル・ドゥシャンベ     |
| 2018     | イスティクロル・ドゥシャンベ           | 1-0          | レガール・タダズ                 |